# Chorągiew piesza prywatna Melchiora Wejhera

Herb wojewody Melchiora Wejhera – tego samego nazwiska

Chorągiew piesza prywatna Melchiora Wejhera – chorągiew piesza prywatna (koronna) I połowy XVII wieku, okresu wojen ze Szwedami i Moskwą. Była to chorągiew autoramentu polskiego.
Szefem tej chorągwi był wojewoda chełmiński – Melchior Wejher herbu tego samego nazwiska. Chorągiew wzięła udział w wojnie polsko-szwedzkiej 1626–1629 w liczbie 200 żołnierzy.